# Lotta ai XVI Giochi asiatici
I tornei di lotta ai XVI Giochi asiatici si sono svolti al Huagong Gymnasium di Canton, in Cina, dal 22 al 26 novembre 2010. Hanno partecipato alle competizioni 233 lottatori provenienti da 28 nazioni.

## Programma
| P | Preliminari & Ripescaggi | F | Finali |

| Event↓/Date →   | 21 Dom | 21 Dom | 22 Lun | 22 Lun | 23 Mar | 23 Mar | 24 Mer | 24 Mer | 25 Gio | 25 Gio | 26 Ven | 26 Ven |
| --------------- | ------ | ------ | ------ | ------ | ------ | ------ | ------ | ------ | ------ | ------ | ------ | ------ |
| 55 kg maschile  |        |        |        |        | P      | F      |        |        |        |        |        |        |
| 60 kg maschile  |        |        |        |        | P      | F      |        |        |        |        |        |        |
| 66 kg maschile  |        |        |        |        |        |        | P      | F      |        |        |        |        |
| 74 kg maschile  |        |        |        |        |        |        | P      | F      |        |        |        |        |
| 84 kg maschile  |        |        |        |        |        |        | P      | F      |        |        |        |        |
| 96 kg maschile  |        |        |        |        |        |        |        |        | P      | F      |        |        |
| 120 kg maschile |        |        |        |        |        |        |        |        | P      | F      |        |        |
| 55 kg maschile  | P      | F      |        |        |        |        |        |        |        |        |        |        |
| 60 kg maschile  | P      | F      |        |        |        |        |        |        |        |        |        |        |
| 66 kg maschile  | P      | F      |        |        |        |        |        |        |        |        |        |        |
| 74 kg maschile  |        |        | P      | F      |        |        |        |        |        |        |        |        |
| 84 kg maschile  |        |        | P      | F      |        |        |        |        |        |        |        |        |
| 96 kg maschile  |        |        | P      | F      |        |        |        |        |        |        |        |        |
| 120 kg maschile |        |        |        |        | P      | F      |        |        |        |        |        |        |
| 48 kg femminile |        |        |        |        |        |        |        |        | P      | F      |        |        |
| 55 kg femminile |        |        |        |        |        |        |        |        |        |        | P      | F      |
| 63 kg femminile |        |        |        |        |        |        |        |        |        |        | P      | F      |
| 72 kg femminile |        |        |        |        |        |        |        |        |        |        | P      | F      |

## Partecipanti
Hanno preso parte alla competizione 233 lottatori in rappresentanza di 28 distinte nazioni.
- Afghanistan (4)
- Cambogia (4)
- Cina (17)
- India (17)
- Indonesia (4)
- Iran (14)
- Iraq (6)
- Giappone (18)
- Giordania (2)
- Kazakistan (18)
- Kirghizistan (17)
- Libano (2)
- Mongolia (11)
- Nepal (1)

- Corea del Nord (9)
- Pakistan (3)
- Palestina (2)
- Filippine (4)
- Qatar (3)
- Corea del Sud (18)
- Siria (8)
- Tagikistan (8)
- Thailandia (5)
- Turkmenistan (11)
- Emirati Arabi Uniti (2)
- Uzbekistan (15)
- Vietnam (7)
- Yemen (3)

## Podi

### Lotta libera maschile
| Categoria         | Oro                            | Argento                         | Bronzo                          |
| ----------------- | ------------------------------ | ------------------------------- | ------------------------------- |
| 55 kg (dettagli)  | Dilshod Mansurov (UZB)         | Yang Kyong-il (PRK)             | Yasuhiro Inaba (JPN)            |
| 55 kg (dettagli)  | Dilshod Mansurov (UZB)         | Yang Kyong-il (PRK)             | Kim Hyo-sub (KOR)               |
| 60 kg (dettagli)  | Ganzorigiin Mandakhnaran (MGL) | Hiroyuki Oda (JPN)              | Gao Feng (CHN)                  |
| 60 kg (dettagli)  | Ganzorigiin Mandakhnaran (MGL) | Hiroyuki Oda (JPN)              | Dauren Zhumagaziyev (KAZ)       |
| 66 kg (dettagli)  | Tatsuhiro Yonemitsu (JPN)      | Mehdi Taghavi (IRI)             | Yang Chun-song (PRK)            |
| 66 kg (dettagli)  | Tatsuhiro Yonemitsu (JPN)      | Mehdi Taghavi (IRI)             | Leonid Spiridonov (KAZ)         |
| 74 kg (dettagli)  | Sadegh Goudarzi (IRI)          | Kazuyuki Nagashima (JPN)        | Dorjvaanchigiin Gombodorj (MGL) |
| 74 kg (dettagli)  | Sadegh Goudarzi (IRI)          | Kazuyuki Nagashima (JPN)        | Lee Yun-seok (KOR)              |
| 84 kg (dettagli)  | Jamal Mirzaei (IRI)            | Lee Jae-sung (KOR)              | Pürveegiin Ösökhbaatar (MGL)    |
| 84 kg (dettagli)  | Jamal Mirzaei (IRI)            | Lee Jae-sung (KOR)              | Yermek Baiduashov (KAZ)         |
| 96 kg (dettagli)  | Reza Yazdani (IRI)             | Kurban Kurbanov (UZB)           | Takao Isokawa (JPN)             |
| 96 kg (dettagli)  | Reza Yazdani (IRI)             | Kurban Kurbanov (UZB)           | Mausam Khatri (IND)             |
| 120 kg (dettagli) | Artur Taymazov (UZB)           | Jargalsaikhany Chuluunbat (MGL) | Liang Lei (CHN)                 |
| 120 kg (dettagli) | Artur Taymazov (UZB)           | Jargalsaikhany Chuluunbat (MGL) | Fardin Masoumi (IRI)            |

### Lotta greco-romana maschile
| Categoria         | Oro                       | Argento                    | Bronzo                  |
| ----------------- | ------------------------- | -------------------------- | ----------------------- |
| 55 kg (dettagli)  | Kohei Hasegawa (JPN)      | Kanybek Zholchubekov (KGZ) | Li Shujin (CHN)         |
| 55 kg (dettagli)  | Kohei Hasegawa (JPN)      | Kanybek Zholchubekov (KGZ) | Marat Karishalov (KAZ)  |
| 60 kg (dettagli)  | Omid Norouzi (IRI)        | Jeong Ji-hyeon (KOR)       | Ravinder Singh (IND)    |
| 60 kg (dettagli)  | Omid Norouzi (IRI)        | Jeong Ji-hyeon (KOR)       | Ryutaro Matsumoto (JPN) |
| 66 kg (dettagli)  | Saeid Abdevali (IRI)      | Darkhan Bayakhmetov (KAZ)  | Sunil Kumar Rana (IND)  |
| 66 kg (dettagli)  | Saeid Abdevali (IRI)      | Darkhan Bayakhmetov (KAZ)  | Tsutomu Fujimura (JPN)  |
| 74 kg (dettagli)  | Daniar Kobonov (KGZ)      | Tsukasa Tsurumaki (JPN)    | Farshad Alizadeh (IRI)  |
| 74 kg (dettagli)  | Daniar Kobonov (KGZ)      | Tsukasa Tsurumaki (JPN)    | Park Jin-sung (KOR)     |
| 84 kg (dettagli)  | Taleb Nematpour (IRI)     | Lee Se-yeol (KOR)          | Alkhazur Ozdiyev (KAZ)  |
| 84 kg (dettagli)  | Taleb Nematpour (IRI)     | Lee Se-yeol (KOR)          | Janarbek Kenjeev (KGZ)  |
| 96 kg (dettagli)  | Babak Ghorbani (IRI)      | Asset Mambetov (KAZ)       | An Chang-gun (KOR)      |
| 96 kg (dettagli)  | Babak Ghorbani (IRI)      | Asset Mambetov (KAZ)       | Davyd Saldadze (UZB)    |
| 120 kg (dettagli) | Nurmakhan Tinaliyev (KAZ) | Liu Deli (CHN)             | Murodjon Tuychiev (TJK) |
| 120 kg (dettagli) | Nurmakhan Tinaliyev (KAZ) | Liu Deli (CHN)             | Ali Nadhim (IRQ)        |

### Lotta libera femminile
| Categoria        | Oro                            | Argento                      | Bronzo                |
| ---------------- | ------------------------------ | ---------------------------- | --------------------- |
| 48 kg (dettagli) | So Sim-hyang (PRK)             | Nguyễn Thị Lụa (VIE)         | Hitomi Sakamoto (JPN) |
| 48 kg (dettagli) | So Sim-hyang (PRK)             | Nguyễn Thị Lụa (VIE)         | Kim Hyung-joo (KOR)   |
| 55 kg (dettagli) | Saori Yoshida (JPN)            | Zhang Lan (CHN)              | Aiyim Abdildina (KAZ) |
| 55 kg (dettagli) | Saori Yoshida (JPN)            | Zhang Lan (CHN)              | Pak Yon-hui (PRK)     |
| 63 kg (dettagli) | Yelena Shalygina (KAZ)         | Ochirbatyn Nasanburmaa (MGL) | Park Sang-eun (KOR)   |
| 63 kg (dettagli) | Yelena Shalygina (KAZ)         | Ochirbatyn Nasanburmaa (MGL) | Chen Meng (CHN)       |
| 72 kg (dettagli) | Gelegjamtsyn Naranchimeg (MGL) | Li Dan (CHN)                 | Kyoko Hamaguchi (JPN) |
| 72 kg (dettagli) | Gelegjamtsyn Naranchimeg (MGL) | Li Dan (CHN)                 | Guzel Manyurova (KAZ) |

## Medagliere
| Posizione | Paese          | Oro | Argento | Bronzo | Totale |
| --------- | -------------- | --- | ------- | ------ | ------ |
| 1         | Iran           | 7   | 1       | 2      | 10     |
| 2         | Giappone       | 3   | 3       | 6      | 12     |
| 3         | Kazakistan     | 2   | 2       | 7      | 11     |
| 4         | Mongolia       | 2   | 2       | 2      | 6      |
| 5         | Uzbekistan     | 2   | 1       | 1      | 4      |
| 6         | Corea del Nord | 1   | 1       | 2      | 4      |
| 7         | Kirghizistan   | 1   | 1       | 1      | 3      |
| 8         | Corea del Sud  | 0   | 3       | 6      | 9      |
| 9         | Cina           | 0   | 3       | 4      | 7      |
| 10        | Vietnam        | 0   | 1       | 0      | 1      |
| 11        | India          | 0   | 0       | 3      | 3      |
| 12        | Iraq           | 0   | 0       | 1      | 1      |
| 12        | Tagikistan     | 0   | 0       | 1      | 1      |
| Totale    | Totale         | 18  | 18      | 36     | 72     |